# Eggendorf im Traunkreis
Pour les articles homonymes, voir Eggendorf.
Eggendorf im Traunkreis est une commune autrichienne du district de Linz-Land en Haute-Autriche.